# 11912 Piedade
11912 Piedade eller 1992 OP5 är en asteroid i huvudbältet som upptäcktes den 30 juli 1992 av den belgiske astronomen Eric W. Elst vid La Silla-observatoriet. Den är uppkallad efter Serra de Piedade i Brasilien.
Asteroiden har en diameter på ungefär 4 kilometer.